# Alwin Hou
Alwin Hou (* 18. September 1996 auf den Salomonen), auch in der Schreibweise Alvin Hou, ist ein salomonischer Fußballspieler auf der Position eines Linksaußen. Er ist aktuell für die Solomon Warriors und die Salomonische Fußballnationalmannschaft aktiv.

## Karriere

### Verein
Seine Vereinskarriere verbrachte Hou bisher größtenteils in seiner salomonischen Heimat. Dort begann er 2015 seine Profikarriere bei Real Kakamora in der erstklassigen S-League und erreichte mit der Mannschaft in seiner Debütsaison den siebten Tabellenplatz. Nach einer kurze aber erfolglosen Station bei den Ligakonkurrenten FC Guadalcanal, schloss er sich zur Saison 2018 den salomonischen Rekordmeister Solomon Warriors an und gewann bereits im ersten Jahr für den neuen Verein seine erste Meisterschaft. Zum Jahr 2019 wechselte innerhalb der Liga zum Kossa FC. Dass Engagement blieb jedoch erfolglos und er kehrte bereits nach einer Saison zu den Solomon Warriors zurück. Im Januar 2023 verließ er erstmals seine Heimat und schloss sich den fidschianischen Erstligisten Rewa FC an. Nach lediglich vier Einsätzen kehrte bereits im April des gleichen Jahres in seine Heimat zurück und schloss sich erneut den Solomon Warriors an.

### Nationalmannschaft
Sein Debüt für die Salomonische Fußballnationalmannschaft gab Hou am 29. August 2018, im Rahmen eines Freundschaftsspiels, gegen die Auswahl von Macau (1:4). Hier gehörte er zur Startformation und erzielte in der 51. Minute sein erstes Länderspieltor. Im darauffolgenden Jahr nahm er mit der Nationalmannschaft an den Pazifikspielen 2019 teil, wo er in den Partien gegen Tuvalu (0:13) und Neukaledonien (0:2) zum Einsatz kam. Zudem war Hou, neben Torhüter Phillip Mango, Atkin Kaua und Raphael Lea’i, Teil des Aufgebots zur Qualifikation für die Weltmeisterschaft 2022 und kam auch hier in allen Spielen zum Einsatz. Er schied mit seiner Mannschaft erst im finalen Spiel gegen Neuseeland (0:5) aus. Seinen bisher letzten Einsatz in der Nationalmannschaft bestritt er, im Rahmen des erstmals im Jahr 2022 wieder ausgetragene Melanesien-Cup, am 30. September 2022 gegen die Mannschaft aus Fidschi (0:1).

### Erfolge
- Salomonischer Meister: 2018